# Waterman (Illinois)
Waterman is een plaats (village) in de Amerikaanse staat Illinois, en valt bestuurlijk gezien onder DeKalb County.

## Demografie
Bij de volkstelling in 2000 werd het aantal inwoners vastgesteld op 1224. In 2006 is het aantal inwoners door het United States Census Bureau geschat op 1323, een stijging van 99 (8,1%).

## Geografie
Volgens het United States Census Bureau beslaat de plaats een oppervlakte van 2,6 km², geheel bestaande uit land. Waterman ligt op ongeveer 251 m boven zeeniveau.

## Plaatsen in de nabije omgeving
De onderstaande figuur toont nabijgelegen plaatsen in een straal van 20 km rond Waterman.